# Staatliche Universität der Arktis Murmansk
Die Staatliche Universität der Arktis Murmansk (russisch Мурманский арктический государственный университет Murmanski arktitscheski gossudarstwenny uniwersitet, englisch Murmansk Arctic State University) ist eine Universität in Murmansk (Russland).

## Geschichte
1939 wurde das Murmansker Lehrerinstitut (russisch Мурманский учительский институт. МУИ Murmanski utschitelski institut) gegründet. 1956 wurde diese in eine pädagogische Hochschule umgewandelt und hieß Staatliches Pädagogisches Institut Murmansk (russisch Мурманский государственный педагогический институт Murmanski gossudarstwenny pedagogitscheski institut). Erst 2002 erhielt sie den Status einer Universität und trug den Namen Staatliche Pädagogische Universität Murmansk (russisch Мурманский государственный педагогический университет. МГПУ Murmanski gossudarstwenny pedagogitscheski uniwersitet). 2010 wurde die Einrichtung in Staatliche Geisteswissenschaftliche Universität Murmansk (russisch Мурманский государственный гуманитарный университет – МГГУ Murmanski gossudarstwenny gumanitarny uniwersitet) umbenannt. Seit Oktober 2015 heißt die Einrichtung Staatliche Universität der Arktis Murmansk.

## Organisation
Es gibt 6 Fakultäten und eine angegliederte Hochschule, in denen insgesamt mehr als 6000 Studenten immatrikuliert sind:
- Fakultät für Geschichte und Sozialwissenschaften
- Fakultät für Kunst, Technologie und Design
- Fakultät für Philologie, Journalistik und interkulturelle Kommunikation
- Fakultät für Physik, Mathematik, Informatik und Programmierung
- Fakultät für Naturwissenschaft, Sport und Gesundheit
- Hochschule für Psychologie und Pädagogik

## Bekannte Absolventen
- Alexei Wladimirowitsch Goman (* 1983), Sänger
- Inga Walentinowna Iwaschtschenko (* 1967), Puppenspielerin
- Iwan Wladimirowitsch Lasarew (* 1983), Rennrodler
- Larissa Nikolajewna Kruglowa (* 1972), Leichtathletin
- Pawel Wladimirowitsch Nowikow (* 1971), Schauspieler
- Sergei Leonidowitsch Roschkow (* 1972), Biathlet